# Partecipanti alla Japan Cup 2024
Elenco dei partecipanti alla Japan Cup 2024.
La Japan Cup 2024 è stata la trentunesima edizione della corsa. Alla competizione presero parte 19 squadre: 7 con licenza UCI World Tour 2024, 3 UCI ProTeam, 8 UCI Continental Team e 1 selezione nazionale.
Partenza con 112 ciclisti accreditati.

## Corridori per squadra
Nota: R ritirato, NP non partito, FT fuori tempo, SQ squalificato
| Team Jayco AlUla  | Team Jayco AlUla   | Team Jayco AlUla  | Astana Qazaqstan Team  | Astana Qazaqstan Team  | Astana Qazaqstan Team  | Bahrain Victorious | Bahrain Victorious | Bahrain Victorious |
| ----------------- | ------------------ | ----------------- | ---------------------- | ---------------------- | ---------------------- | ------------------ | ------------------ | ------------------ |
| N°                | Ciclista           | Clas.             | N°                     | Ciclista               | Clas.                  | N°                 | Ciclista           | Clas.              |
| 1                 | Simon Yates        | 46°               | 11                     | Henok Mulubrhan        | 36°                    | 21                 | Yukiya Arashiro    | 48°                |
| 2                 | Lawson Craddock    | 53°               | 12                     | Ivan Smirnov           | R                      | 22                 | Matej Mohorič      | 3°                 |
| 3                 | Felix Engelhardt   | 22°               | 13                     | Dmitrij Gruzdev        | R                      | 23                 | Nicolò Buratti     | R                  |
| 4                 | Alastair MacKellar | 31°               | 14                     | Anton Kuzmin           | R                      | 24                 | Andrea Pasqualon   | 15°                |
| 5                 | Jesús David Peña   | R                 | 16                     | Gianmarco Garofoli     | R                      | 25                 | Jasha Sütterlin    | R                  |
| 6                 | Mauro Schmid       | R                 |                        |                        |                        | 26                 | Edoardo Zambanini  | 10°                |
| Cofidis           | Cofidis            | Cofidis           | EF Education-EasyPost  | EF Education-EasyPost  | EF Education-EasyPost  | Lidl-Trek          | Lidl-Trek          | Lidl-Trek          |
| N°                | Ciclista           | Clas.             | N°                     | Ciclista               | Clas.                  | N°                 | Ciclista           | Clas.              |
| 31                | Axel Zingle        | 7°                | 41                     | Neilson Powless        | 1°                     | 51                 | Mads Pedersen      | R                  |
| 32                | Michiel Coppens    | R                 | 42                     | Gavin Hlady            | 42°                    | 52                 | Andrea Bagioli     | R                  |
| 33                | Nolann Mahoudo     | R                 | 43                     | Georg Steinhauser      | 18°                    | 53                 | Julien Bernard     | 6°                 |
| 34                | Anthony Perez      | 16°               | 44                     | Lukas Nerurkar         | 9°                     | 54                 | Carlos Verona      | R                  |
| 35                | Hugo Toumire       | 44°               | 45                     | Yuhi Todome            | 24°                    | 55                 | Toms Skujiņš       | 8°                 |
| 36                | Harrison Wood      | R                 | 46                     | Archie Ryan            | 54°                    | 56                 | Fabio Felline      | R                  |
| Soudal Quick-Step | Soudal Quick-Step  | Soudal Quick-Step | Israel-Premier Tech    | Israel-Premier Tech    | Israel-Premier Tech    | Lotto Dstny        | Lotto Dstny        | Lotto Dstny        |
| N°                | Ciclista           | Clas.             | N°                     | Ciclista               | Clas.                  | N°                 | Ciclista           | Clas.              |
| 61                | Yves Lampaert      | R                 | 71                     | Michael Woods          | 4°                     | 81                 | Johannes Adamietz  | 11°                |
| 62                | Fausto Masnada     | 21°               | 72                     | Jakob Fuglsang         | 12°                    | 83                 | Logan Currie       | 19°                |
| 63                | Pieter Serry       | 23°               | 73                     | Pier-André Côté        | R                      | 84                 | Henri Vandenabeele | R                  |
| 64                | Antoine Huby       | 43°               | 74                     | Brady Gilmore          | 13°                    | 85                 | Milan Donie        | R                  |
| 65                | Ilan Van Wilder    | 2°                | 75                     | Dylan Teuns            | R                      | 86                 | Kamiel Eeman       | 47°                |
| 66                | Mauri Vansevenant  | 5°                | 76                     | Mads Würtz Schmidt     | R                      |                    |                    |                    |
| Team Novo Nordisk | Team Novo Nordisk  | Team Novo Nordisk | Ljubljana Gusto Santic | Ljubljana Gusto Santic | Ljubljana Gusto Santic |                    |                    |                    |
| N°                | Ciclista           | Clas.             | N°                     | Ciclista               | Clas.                  | N°                 | Ciclista           | Clas.              |
| 91                | Hamish Beadle      | R                 | 101                    | Dan Andrej Tomšič      | R                      | 111                |                    |                    |
| 92                | Sam Brand          | R                 | 102                    | Dylan Hopkins          | 52°                    | 112                |                    |                    |
| 93                | Quinten De Graeve  | R                 | 103                    | Ting Wei Li            | R                      | 113                |                    |                    |
| 94                | Anton Müller       | R                 | 104                    | Viktor Potočki         | R                      | 114                |                    |                    |
| 95                | David Lozano       | 33°               | 105                    | Andy Sampson           | R                      | 115                |                    |                    |
| 96                | Umberto Poli       | R                 | 106                    | Mihael Štajnar         | R                      | 116                |                    |                    |